# خیابان دیویژن (منهتن)

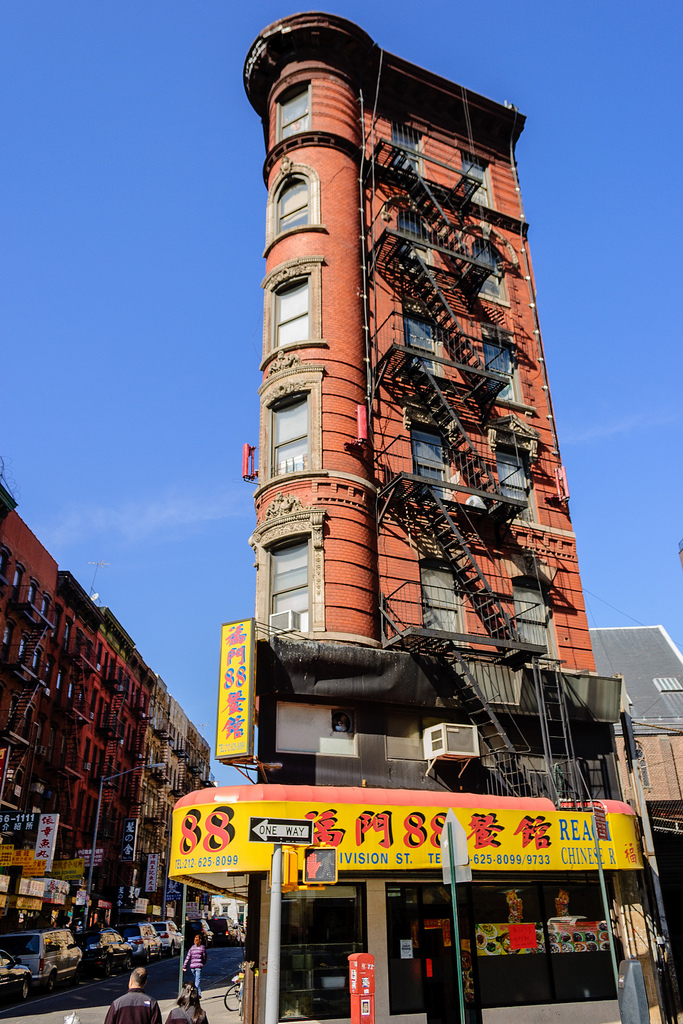
رستوران لیان جیانگ در ۸۸ دیویژن و خیابان الدریج

خیابان دیویژن یک خیابان یک طرفه در محله دو بریج در منهتن جنوبی در شهر نیویورک است. این ترافیک به سمت غرب را از تقاطع کانال استریت و خیابان لودلو به سمت غرب به بوری می‌برد. 

## تاریخچه
قدمت این خیابان به قبل از سال ۱۷۸۹ برمی گردد. همنام آن تقسیم بندی است که بین الگوهای شبکه خیابانی در دو طرف آن مشخص شده است.
بخشی از خط خیابان دوم آی‌آر‌تی که در امتداد خیابان دیویژن بین خیابان بوری و آلن قرار داشت.
بخشی از خیابان دیویژن در زیر پل منهتن برای یک مرکز خرید به نام مرکز خرید شرق برادوی استفاده می‌شود.  در خیابان مارکت (فلورانس سابق) پارکینگی وجود دارد و در کنار آن مدرسه ابتدایی PS 124 یونگ وینگ قرار دارد. این مدرسه بخشی از یک مجتمع مسکونی به نام کنفوسیوس پلازا است. در این مرحله خیابان عریض می شود. اتوبوس‌ها به سمت فلاشینگ و کازینوها در سمت راست پارک می‌کنند. قبلاً یک بازار کشاورزان وجود داشت تا اینکه به فضای زیر پل منهتن در خیابان فورسایت بین خیابان کانال و خیابان دیویژن منتقل شد. در شرق بووری، مجسمه‌ای از کنفوسیوس وجود دارد. در بوری، بیشتر ترافیک به بوری، میدان چتم و پل منهتن منحرف می‌شود.

## نقاط مورد علاقه
- کنیسه خیابان الدریج (در خیابان الدریج)
- مرکز خرید شرق برادوی